# Les Chères Images
Les Chères Images est un film français muet réalisé par André Hugon, sorti en 1920.

## Fiche technique
- Titre : Les Chères Images
- Réalisation : André Hugon
- Scénario : André Hugon, d'après un roman de François Signerin
- Société de production : Les Productions André Hugon
- Société de distribution : Pathé-Natan
- Pays de production :  France
- Langue : Français
- Format : Noir et blanc - Muet - 1,33:1
- Genre : Film dramatique
- Date de sortie : 
  - France : 19 mai 1920

## Distribution
- Maxa : Hélène Chantal
- Jean Angelo : Pierre et André Chantal
- Paul Jorge : Enderson
- Roger Pineau : Colette
- Eugénie Nau